# Обвал фондового рынка (2025)
Обвал фондового рынка 2025 года — падение котировок ценных бумаг на мировых фондовых рынках, начавшееся в апреле 2025 года после объявления президента США Дональда Трампа о введении новых пошлин.

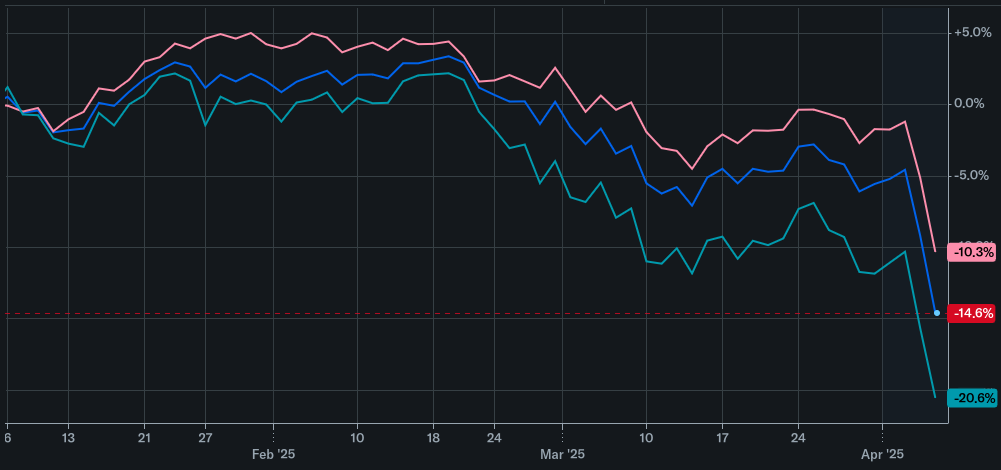
Падение S&P 500 (темно-синий), Nasdaq (светло-голубой) и Dow Jones (розовый) 3-4 апреля. Этот график построен за три месяца

## Обвал фондового рынка

### Предпосылки
2 апреля 2025 года Дональд Трамп объявил о введении новых пошлин, которые затронули почти все аспекты экономики США. Это заявление привело к экономическому спаду и усилению торговых войн. Трамп также заявил, что его целью было вызвать крах фондовых рынков, что вызвало рост экономического напряжения с союзниками США и создало угрозу глобальной торговой войны и рецессии.

### Реакция рынков
После объявления Трампа о новых пошлинах мировые фондовые рынки, включая рынки США, испытали панические распродажи. Это стало крупнейшим падением мировых фондовых рынков с момента глобального финансового кризиса 2020 года, вызванного пандемией COVID-19.

### Экономические последствия

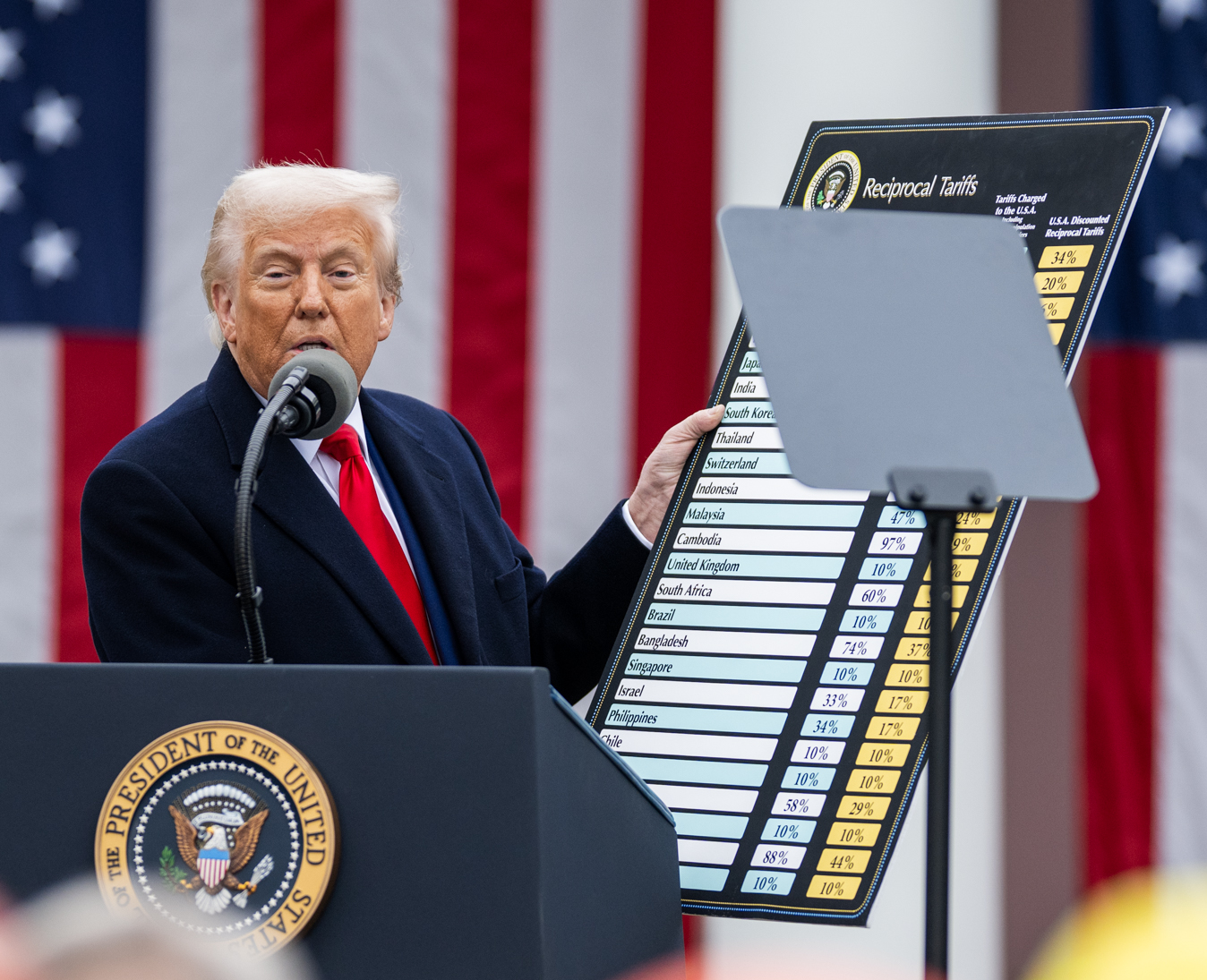
Дональд Трамп показывает диаграмму с ответными тарифами

В начале второго президентского срока Трампа экономика США находилась в состоянии относительно стабильного роста, однако агрессивная торговая политика администрации привела к созданию новой экономической нестабильности. Включение протекционизма, усиление торговых войн и повышение пошлин привели к волатильности на фондовых рынках и усилению неопределенности.

### Падение индексов
В результате паники на рынках индекс Доу-Джонса потерял 4000 пунктов за 48 часов, что стало первым в истории падением более чем на 1500 пунктов за столь короткий срок. Японский индекс Nikkei упал почти на 8 %, что привело к приостановке торгов. Канадский индекс TSX снизился на 4,8 % за один день. Волатильность рынка, измеряемая индексом VIX, удвоилась и достигла более чем половины высот, зафиксированных во время пандемии. Повышенный риск рецессии и возможность экономической мести лишь усугубили последствия.

### Изменения индексов
| Индекс        | Страна                    | 3 апреля  | 3 апреля            | 4 апреля                     | 4 апреля                     | 7 апреля  | 7 апреля           | 8 апреля  | 8 апреля            | 9 апреля | 9 апреля        |
| Индекс        | Страна                    | Закрытие  | Изменение           | Закрытие                     | Изменение                    | Закрытие  | Изменение          | Закрытие  | Изменение           | Закрытие | Изменение       |
| ------------- | ------------------------- | --------- | ------------------- | ---------------------------- | ---------------------------- | --------- | ------------------ | --------- | ------------------- | -------- | --------------- |
| Dow Jones     | Соединённые Штаты Америки | 40,545.93 | ▼−1,679.39 (−3.98%) | 38,314.86                    | ▼−2,231.07 (−5.50%)          | 37,965.60 | ▼−349.26 (−0.91%)  | 37,645.59 | ▼−320.01 (−0.84%)   | TBD      | TBD             |
| Nasdaq        | Соединённые Штаты Америки | 16,550.60 | ▼−1,050.44 (−5.97%) | 15,587.79                    | ▼−962.82 (−5.82%)            | 15,603.26 | ▲15.48 (+0.099%)   | 15,267.91 | ▼−335.35 (−2.15%)   | TBD      | TBD             |
| S&P 500       | Соединённые Штаты Америки | 5,396.52  | ▼−274.45 (−4.84%)   | 5,074.08                     | ▼−322.44 (−5.97%)            | 5,062.25  | ▼−11.83 (−0.23%)   | 4,982.77  | ▼−79.48 (−1.57%)    | TBD      | TBD             |
| Russell 2000  | Соединённые Штаты Америки | 1,910.55  | ▼−134.82 (−6.59%)   | 1,830.26                     | ▼−80.29 (−4.20%)             | 1,810.14  | ▼−16.89 (−0.92%)   | 1,760.71  | ▼−49.43 (−2.73%)    | TBD      | TBD             |
| EURO STOXX 50 | Список                    | 5,113.28  | ▼−190.67 (−3.59%)   | 4,878.31                     | ▼−234.97 (−4.60%)            | 4,656.41  | ▼−221.90 (−4.55%)  | 4,773.65  | ▲117.24 (+2.52%)    | TBD      | TBD             |
| SSE Composite | Китай                     | 3,342.01  | ▼−8.12 (−0.24%)     | Закрыто по причине праздника | Закрыто по причине праздника | 3,096.58  | ▼−245.43 (−7.34%)  | 3,145.55  | ▲48.97 (+1.58%)     | 3,186.81 | ▲41.26 (+1.31%) |
| DAX индекс    | Германия                  | 21,717.39 | ▼−673.45 (−3.01%)   | 20,641.72                    | ▼−1,075.67 (−4.95%)          | 19,789.62 | ▼−852.10 (−4.13%)  | 20,280.26 | ▲490.64 (+2.48%)    | TBD      | TBD             |
| Nikkei 225    | Япония                    | 34,735.93 | ▼−989.94 (−2.77%)   | 33,780.58                    | ▼−955.35 (−2.75%)            | 31,136.58 | ▼−2644.00 (−7.83%) | 33,012.58 | ▲+1,876.00 (+6.03%) | TBD      | TBD             |
| KOSPI         | Республика Корея          | 2,486.70  | ▼−19.16 (−0.76%)    | 2,465.42                     | ▼−21.28 (−0.86%)             | 2,328.20  | ▼−137.22 (−5.57%)  | 2,334.23  | ▲+6.03 (+2.06%)     | TBD      | TBD             |
| S&P/ASX 200   | Австралия                 | 7,859.70  | ▼−75.00 (−0.94%)    | 7,667.80                     | ▼−192.20 (−2.44%)            | 7,343.30  | ▼−324.50 (−4.23%)  | 7,510.00  | ▲+166.70 (+2.27%)   | TBD      | TBD             |
| S&P/TSX       | Канада                    | 24,335.77 | ▼−971.41 (−3.84%)   | 23,193.47                    | ▼−1,142.30 (−4.70%)          | 22,859.46 | ▼−334.01 (−1.44%)  | 22,506.90 | ▼−352.56 (−1.54%)   | TBD      | TBD             |